# Vadim Delone
Vadim Delone rusky Вади́м Никола́евич Делоне́ (* 22. září 1947, Moskva - 13. června 1983, Paříž) byl ruský básník a disident, účastník demonstrace na Rudém náměstí v srpnu 1968 proti okupaci Československa.
Narodil se v Moskvě do intelektuální rodiny, jeho otec byl fyzik Nikolaj Delone, děd byl matematik Boris Delone. Vystudoval střední školu zaměřenou na matematiku a poté studoval filologii na Moskevské pedagogické univerzitě (Московский педагогический государственный университет). Již od třinácti let psal básně, které později vycházely převážně v samizdatu.
V roce 1967 se zúčastnil demonstrace na podporu zatčených spisovatelů Jurije Galanskova a Alexandra Ginzburga. Sám byl zatčen a odsouzen na jeden rok podmíněně a musel opustit Moskvu. Od ledna 1968 pokračoval ve studiích filologie na univerzitě v Novosibirsku. V této době již některé jeho básně a politická prohlášení byla publikována i v zahraničí.
Na demonstrace na Rudém náměstí proti okupaci Československa, která se konala 25. srpna 1968, spolu s Pavlem Litvinovem rozvinul transparent За вашу и нашу свободу (Za vaši a naši svobodu). Spolu s ostatními demonstranty byl zatčen a uvězněn.
Za účast na demonstraci byl odsouzen ke 3 letům v pracovním táboře. Trest absolvoval v pracovním táboře v Ťumeňské oblasti. Po propuštění v roce 1971 se vrátil do Moskvy. V roce 1973 byla za publikaci samizdatu uvězněna jeho manželka Irina. V roce 1975 byla propuštěna a společně emigrovali do Francie. Žili v Paříži, kde nečekaně v roce 1983 v pouhých 35 letech zemřel na infarkt.
V 1990 mu bylo uděleno čestné občanství hlavního města Prahy. V roce 2014 byl Poslaneckou sněmovnou spolu s ostatními demonstranty z 25. srpna 1968 navržen na české státní vyznamenání Řád Tomáše Garrigua Masaryka, český prezident Miloš Zeman však vyznamenal pouze Natalju Gorbaněvskou. Spolu s ostatními demonstranty z 25. srpna 1968 dostal v roce 2018 in memoriam ocenění Gratias Agit ministra zahraničí České republiky.